# Bilga kameruna
Bilga kameruna är en skalbaggsart som beskrevs av Brenske 1901. Bilga kameruna ingår i släktet Bilga och familjen Melolonthidae. Inga underarter finns listade.